# Апалто (Фиренца)
Апалто је насеље у Италији у округу Фиренца, региону Тоскана.
Према процени из 2011. у насељу је живело 186 становника. Насеље се налази на надморској висини од 24 м.